# 동물행동학
동물행동학(動物行動學, 영어: ethology)은 20세기 초엽에 동물학의 한 연구 분야로 시작되었다. 동물의 행동, 행태, 습성 뿐 아니라 진화, 유전, 학습, 환경 등의 관찰을 통하여 동물행동에 대해 이해하려 하는 학문이다. 일반 대중 및 학계에 동물행동학에 대한 관심과 이해를 높이는 데 기여한 대표적 학자로는 1973년  동물 행동 연구로 노벨 생리학·의학상을 공동 수상한 네덜란드 생물학자 니콜라스 틴베르헌(Nikolaas Tinbergen)과 오스트리아 생물학자들인 카를 폰 프리슈(Karl von Frisch)와 콘라트 로렌츠(Konrad Lorenz)를 들 수 있다.

## 동물행동학의 연구분야
동물의 행동을 연구하고 행동의 인과관계 분석, 행동의 생존값, 행동의 개체발생 및 계통 발생 검토, 네 가지의 큰 과제로 나뉜다. 유전학, 생리학, 신경생물학 등의 관점에서 총체적으로 동물행동을 이해하기 위해 많은 연구가 여러 최첨단 장비와 수학적 통계 분석이 수반되어야 하는 정밀 학문으로 발전하였다. 동물행동학에서는 행동의 정밀한 관찰이 중요하다. 예를 들어, '우리 집 개가 주변을 어슬렁거리고 있다'는 관찰은 충분치 않다. '우리 개는 초당 한 걸음씩 성큼성큼 걷고 있다. 머리는 어깨 관절 높이와 수평을 이루고 있으며, 긴장이 풀린 듯 귀가 옆으로 40도 각도로 쳐져 있는데, 그렇다고 완전히 뒤로 넘어간 것은 아니다'와 같이 구체적이고 정확한 관찰을 해야한다. 동물은 아주 짧은 동안에도 많은 수의 의식적, 무의식적인 행동을 한다. 이러한 많은 수의 행동들을 관찰해야 하는 학문이 동물행동학이다.

## 행동
본능은 동물행동학의 가장 근본적인 관찰대상이며, 동물행동학은 이외에도 생태학적인 관점뿐만아니라 진화에 발달에 영향을 주는 '기능'(function)에 초점을 두는 사회행동과 생물학적 메커니즘을 다루기도 한다. 한편 비교심리학(Comparative psychology)은 인간과 여러 동물의 행동을 비교ㆍ연구하는 심리학의 한 분야이자 교차학문이다. 이는 동물 심리학과 같은 맥락에서 언급되기도 한다.

## 적응주의적 접근방법
적응주의적 접근방법 또는 진화적 접근방법은 동물의 행동을 이해하는 체계적이고 과학적인 방법이다. 주로 동물의 행동을 관찰하고 그 관찰된 행동이 적합도가 집단내에서 상대적으로 높은 유전형질인지를 검증하는 방법이다.

## 같이 보기
- 생태학